# Jaarrente

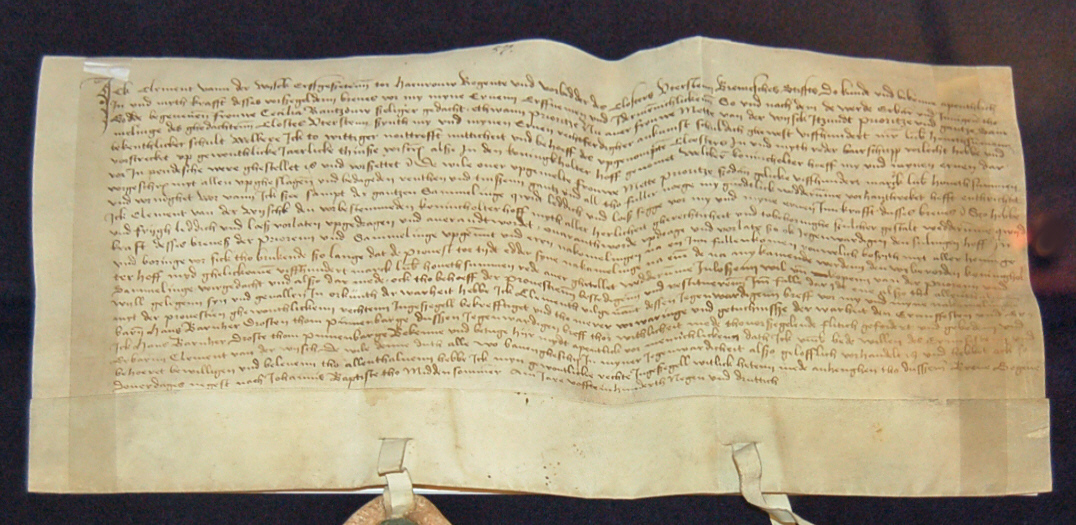
Oorkonde betreffende het aflossen van een rente door het klooster van Uetersen in Sleeswijk-Holstein.

Een jaarrente was in de middeleeuwen een jaarlijks inkomen dat men kreeg uitbetaald van een derde, een particulier, een overheidsinstantie, een kloostergemeenschap, een kerk of een of andere corporatie. Een dergelijke rente kon geschonken zijn, als vergoeding voor bewezen diensten of door ouders aan hun kinderen, maar meestal ‘kocht’ men de rente. Bijna altijd werd dan een onroerend eigendom, een huis of een stuk grond, als borg voor de jaarlijkse betaling ingebracht maar de borg kon ook bestaan uit bepaalde inkomsten, bijvoorbeeld tolrechten op een brug. Die kooprente met een onroerend goed als onderpand stemt bijna perfect overeen met de hedendaagse hypotheeklening op een punt na: de rentekoper (kredietverstrekker) had niet het recht het betaalde (uitgeleende) kapitaal op te eisen.
Rentes waren vanaf de Middeleeuwen tot in de vroegmoderne tijd vermogensbestanddelen zoals kapitaal. Als bij het overlijden van de ouders een van de dochters een jaarrente krijgt toegewezen dan bedoelt men hiermee een eeuwigdurende kooprente op een bepalend onroerend goed, die werd overgedragen op de dochter om haar toe te laten onafhankelijk van anderen in haar levensonderhoud te voorzien.

## Definitie
Bij een renteverkoop verkocht de renteverkoper een periodieke en eeuwigdurende betaling van een vastgelegde som geld (of de levering van een bepaalde hoeveelheid goederen, meestal graan) aan de rentekoper voor een bepaalde som, de koopsom. De renteverkoper bracht als garantie van de betaling een welomschreven onroerend goed in. Als de rente eeuwigdurend was ging de verplichting over op de erfgenamen en sprak men van een ‘erfrente’ anders was het een ‘losrente’, een rente waarbij de mogelijkheid tot aflossing was voorzien. Vaak spreekt men over ‘erfcijns’ als de rente in geld werd uitgedrukt en over ‘erfpacht’ of ‘korenrente’ als de rente in graan betaald werd. ‘Korengeld’ was een korenrente die in een geldbedrag was omgezet. In bepaalde gevallen werd afgesproken dat de rente werd betaald tot aan het overlijden van één (de verkoper) of meerdere personen (de verkoper en zijn vrouw) en dan noemde men dit een ‘lijfrente’.

## Situering
De middeleeuwer kon geen geld lenen op de manier die wij vandaag kennen. Interest vragen op uitgeleend geld was immers “woeker” en door de Kerk verboden zoals dat trouwens ook bij de Joden en in de islam het geval was. Lucas schreef in zijn evangelie (6:35): “Leent zonder iets weder te hopen en uw loon zal groot zijn" en kerkvaders zoals Tertullianus, Athanasius, Basilius, Ambrosius, Hiëronymus en Augustinus hebben het vragen van Rente duidelijk afgekeurd. In 789 werd door Karel de Grote een totaal renteverbod uitgevaardigd. Door de kerk werd rente vragen formeel verboden op het Derde Lateraans Concilie van 1179. Het verkopen van renten, dat al omstreeks 1150 werd toegepast, was in de tweede helft van de dertiende eeuw al vrij populair geworden en werd toegepast door leken, overheden en door de kerk zelf. Door de lening voor te stellen als koop, kon de verkoper een vergoeding vragen voor het risico dat hij liep en was er dus geen sprake van woeker. De praktijk van rente kopen is misschien ontstaan uit het gebruik van het schenken van renten door landsheren aan familieleden, dienaren en soldaten ter vervanging van de schenking van land.
Dit leidde ertoe leidde dat de geleerden in canoniek recht zich over de zaak gingen buigen en de rentekoop toelaatbaar vonden. Die stellingname werd officieel bevestigd met een bul van Martinus V in 1425 en van Calixtus III in 1455. Er waren wel een paar voorwaarden aan de toelating verbonden:
- De rente moest gevestigd zijn op een duidelijk omschreven onroerend goed
- De rente mocht niet meer dan tien percent bedragen
- De rente mocht uitsluitend op initiatief van de renteverkoper (de lener) aflosbaar zijn.

In 1571 werd bepaald dat de renten niet meer mochten gesteld worden in een hoeveelheid graan in plaats van in geld, omdat dit voor de renteverkoper desastreuze gevolgen kon hebben gezien de schommelingen van de graanprijs.
Het was niet alleen de Rooms-katholieke kerk die zich tegen ‘woeker’ verzette, ook Maarten Luther was fel tegen rente gekant en vond dat rente vragen gelijkstond met diefstal. Ook rentekoop vond hij geen eerlijk systeem en hij aanvaardde het slechts onder zeer strikte voorwaarden. Calvijn daarentegen stond veel permissiever tegenover rente. Hij stelde dat de verbodsbepalingen, wat betreft rente, uit het Oude Testament niet meer relevant waren in zijn tijd. Volgens hem konden rentabiliteitsoverwegingen perfect billijk zijn en hij vond dat de geldgever recht had op een vergoeding op het geleende kapitaal omdat hij dan zelf geen winst kon realiseren met het uitgeleende geld.  Maar ook in de Rooms-katholieke kerk evolueerden de ideeën in de zestiende eeuw. De Vlaamse Jezuïet Leonardus Lessius verlegde de klemtoon van een vergoeding voor gederfde winst naar een compensatie voor het opofferen van de liquiditeit door de kapitaalverstrekker.

## Voorwaarden
Het bedrag van de rente ten overstaan van het kapitaal werd in ‘penningen’ uitgedrukt. Voor een kooprente verkocht tegen ‘de penning twintig’ moest de renteverkoper jaarlijks een twintigste van de koopsom als rente betalen.
Als de renteverkoper in gebreke bleef met zijn betalingen kon de koper hem niet dwingen het geleende kapitaal terug te betalen, maar hij kon door de gerechtelijke instanties beslag laten leggen op de roerende goederen om de rente te recupereren. Indien dit niet volstond kon de koper ook beslag laten leggen op het onroerend goed dat als garantie in het koopcontract was ingeschreven.